# F905i
FOMA F905i（フォーマ・エフ きゅう まる ご アイ）は、富士通によって開発された、NTTドコモの第三世代携帯電話 (FOMA) 端末である。

## 概要
ディスプレイ部分は先代のF904iより継承した、左右に90度スイングするサイクロイド機構のヨコモーションスタイルである。愛称はフルワイドヨコモーション。F904iの端末サイズを維持しながら、額縁部分を6.0mmから5.2mmにすることで、液晶ディスプレイはF904iより0.1インチ大きくなった3.2インチ型フルワイドVGA(スーパーファインIPS)液晶を採用する。なお、富士通製端末におけるVGA液晶の搭載はこれが初めてである。更には携帯電話では初となるフルカラー（約1677万色）表示にも対応している。また、F904iと同様に背面ディスプレイとして0.6インチのモノクロ液晶が搭載されている。905iシリーズの中では、唯一背面ディスプレイに、時計を常時表示できる。ボディの厚さはF904iより1mm薄くなっている。
キーライトは青色で、横モーション部に4個の白色LEDと1個のRGB球を用いたイルミネーションを配している。写真撮影時に補助ライトとしての利用も出来る。
ワンセグ機能は、視聴（字幕放送対応）に加え、F90xiシリーズでは初めて録画、予約録画（EPG対応）機能を搭載。F904iにもワンセグ視聴機能は搭載していたが、録画が非対応だった。バックグラウンド録画にも対応している。
近年の富士通製端末と同様に指紋認証センサーを搭載する上、プライバシーモードが以前の機種よりも更に細かく設定できるようになり、セキュリティ面の一層の充実が図られている。905iシリーズの中では、唯一生体認証機能を、端末外側に設けているため、端末を閉じたままICカードロックなどを解除できる。
外部メモリーは規格上限の2GBまでのmicroSD（ドコモ発表）対応であり、携帯電話単独でメモリーカード内のフォルダ編集が可能になった。カメラは、CMOS約320万画素（有効画素数:約310万画素）で、F904iに引き続き、デジタル一眼レフカメラにも使われる画像処理エンジンMilbeautを採用。オートフォーカス、電子式手ぶれ補正、歪み補正にも対応した。更には30フレーム毎秒のVGA動画撮影が可能である。カメラ素子の向きが、縦向きだったF904iから変更され、横向きになり、基本的に横位置記録になった。このため、待ち受け画面用などの縦長の画像を取る時は、左右の素子の一部を切り取るため、やや狭角気味になる。テレビ電話用のサブカメラはCMOS約32万画素を搭載している。
また、メイン画面のフルワイドVGA化に伴い、内蔵されているフォントが全てスケーラブルフォントとなり、メール画面などのフォントを15段階で変更できるクイックズーム機能が搭載された。メール一覧プレビュー機能、メール作成画面での自動フォーカス機能にも対応。このほか、これまでのゴシック、リュウミンに加え、丸フォークフォントが新たにプリインストールされた。
加えてマルチタスク機能も強化され、iアプリと音楽再生機能などの同時起動が可能になったほか、ヨコモーション時にはマルチウインドウ機能によりワンセグやフルブラウザ、iモードなどの2画面同時表示が可能となった。
FOMA 905i シリーズ共通の機能の中では、最大約3.6Mbpsでの受信が可能なFOMAハイスピード（HSDPA）、海外で使用可能なGSMローミング、緊急地震速報などが受信できるエリアメール、GPS、直感ゲーム、Flash Lite 3（但しYouTubeなどは利用不可）にも対応している。
また、同社FOMAらくらくホンIIIなどにも搭載されていたスーパーはっきりボイス、はっきりマイク及びゆっくりボイス機能が搭載された。らくらくホン以外では初めてそれらに対応する。同日発表された端末ではF705iもスーパーはっきりボイス、はっきりマイクに対応している。
その他細かな変更点として、FMトランスミッターによるワイヤレス音声出力機能の追加、富士通製のFOMA端末では初めての2タッチ入力（ポケベル打ち）の対応、目覚まし詳細一覧機能などが追加された。
iアプリは、F90xiシリーズでは初めて直感ゲームに対応。インカメラにより傾けた角度を認識している。「チャクレンジャーカート ネオ」が直感ゲームに対応している。なお、SO905iやSO905iCSと同じく、音声認識には対応しない。他に搭載されているiアプリは「ケータイ脳力ストレッチング2」、「SuperボンバーマンGWIDE」、「ZOOKEEPER DX F」、「地図アプリ」、「モバイルGoogleマップF」、「Gガイド番組表リモコン」、「FOMA通信環境確認アプリ」、「iアプリバンキング」、「楽オク出品アプリ2」、「DCMXクレジットアプリ」、「iD設定アプリ」などがプリインストールされている。
販売開始から2007年12月末まで、先着10万名にmicroSD1GBの全員プレゼントを行った。
価格.comのプロダクトアワード2007 携帯電話カテゴリのプロダクト大賞を受賞した。
| 主な対応サービス           | 主な対応サービス                    | 主な対応サービス                | 主な対応サービス                       |
| -------------------------- | ----------------------------------- | ------------------------------- | -------------------------------------- |
| DCMX／おサイフケータイ     | うた・ホーダイ                      | 着うたフル／着うた              | デジタルオーディオプレーヤー(WMA)(AAC) |
| 直感ゲーム／メガiアプリ    | Music&Videoチャネル／ビデオクリップ | GSM／3Gローミング（WORLD WING） | プッシュトーク                         |
| FOMAハイスピード           | GPS／ケータイお探し                 | デコメール／デコメ絵文字        | iチャネル                              |
| 着もじ                     | テレビ電話／キャラ電                | 電話帳お預かりサービス          | フルブラウザ                           |
| おまかせロック／バイオ認証 | 外部メモリーへiモードコンテンツ移行 | トルカ                          | iC通信／iCお引越しサービス             |
| きせかえツール／マチキャラ | バーコードリーダ／名刺リーダ        | 2in1                            | エリアメール                           |

## メーカーによる宣伝
テレビコマーシャル及びカタログ、前モデルのF904iに続き、木村拓哉が出演。バスの待ち受けで老婆に横モーション機能を使って道案内するCMで、横モーション機能による機能切り替えについて強調している。さらに、バスが去っていった時には、老婆が「泣かないのよ｣と話しかけるもの。

## 台湾FET仕様
富士通とドコモの共同開発により、当端末が日本仕様と同じ「F905i」の名称で、台湾のFar EasTone Telecommunications（FET)向けに発売される事が発表された。端末カラーは白のみで、ワンセグやFelicaに対応しないほかは、日本仕様とほとんど共通である。

## 歴史
- 2007年7月25日 - 電気通信端末機器審査協会 (JATE)通過
- 2007年9月19日 - 技術基準適合証明 (TELEC) 通過
- 2007年9月26日 - 連邦通信委員会 (FCC) 通過
- 2007年11月1日 - D905i・D705i・D705iμ・F905i・F705i・N905i・N905iμ・N705i・N705iμ・P905i・P905iTV・P705i・P705iμ・PROSOLID μ・SH905i・SH905iTV・SH705i・SO905i・SO905iCS・SO705i・L705i・L705iX・NM705iの開発が発表。
- 2007年11月29日 - 発売開始

## ソフトウェアの更新
- 2008年1月31日に以下の不具合の修正と変更が行われた。[8]
  - GPS対応iアプリなどを利用して現在地確認を行なった際、一定の操作を行うとGPSの測位に失敗することがある
  - エリアメール受信設定画面の説明文を変更
- 2008年2月4日に上記更新に不具合があるとして、更新を一時休止[9]
更新の不具合とは、更新が成功せず端末が起動できなくなる不具合。
- 2008年3月11日に一時中止されていた更新が再開。以下の不具合の修正と変更が行われた。
  - Music&Videoチャネルおよび、ビデオクリップをダウンロードし、保存したデータを再生すると、正常に再生されず、音声と映像がずれることがある。
  - GPS対応iアプリなどを利用して現在地確認を行なった際、一定の操作を行うとGPSの測位に失敗することがある。（1月31日から行われていたが、2月4日に一時休止された更新内容）
  - ソフトウェア更新に失敗する場合がある。

なお、1月31日分の更新がすでに完了したユーザーも再度更新する必要がある。
- 2008年7月23日に以下の不具合の修正と変更が行われた。
  - バイブレータの誤作動後、電源が再起動。
  - 電波が悪い状態における、iアプリやICアプリ更新後のエラー
  - 本体を開いた状態で放置すると、画面にちらつき。
- 2008年9月10日に以下の不具合の修正。
  - 省電力状態になると電源が切れる。